# Tsangkarada
Tsangkarada (Grieks: Τσαγκαράδα ) is een dorp in de gemeentelijke eenheid Mouresi in het oostelijke deel van Magnesia, Thessalië, Griekenland. Het is de zetel van de gemeente Zagora-Mouresi. Het is gelegen op 408 m hoogte, op de oostelijke helling van de beboste Pilion. De bevolking in 2011 telde 525 mensen. In de gemeentelijke eenheid als geheel woonden 543 inwoners.
Tsangkarada ligt 1,5 km ten zuidoosten van Mouresi, 3 km ten noorden van Xorychti, 9 km ten zuidoosten van Zagora en ongeveer 20 km ten oosten van de stad Volos (de hoofdstad van Magnesia).

## Inwoners
| Jaar | Inwoners |
| ---- | -------- |
| 1981 | 646      |
| 1991 | 722      |
| 2001 | 710      |
| 2011 | 543      |